# Jana Thiel
Jana Thiel (n. 17 octombrie 1971, Peitz, Brandenburg, Germania – d. 11 iulie 2016, Heidelberg, Germania) a fost o jurnalistă și reporteră de sport germană. Ea a moderat deja de la 18 ani emisiuni la radio și la televiziunea germană. Pe la sfârșitul anilor 2000 a promovat studiul științelor de comunicație și jurnalismul în Berlin. Ea a moderat în 2000 transmisia Jocurilor Olimpice de vară din Sydney, în 2002  Jocurile Olimpice de iarnă din Salt Lake City, în 2006 Campionatul Mondial de Fotbal și în 2010 Jocurile Olimpice de iarnă din Vancouver. A avut un copil și a trăit împreună cu sportivul Michael Stolle (de la Hamburger SV).

## Carieră
- 1989 – 2000	 	Antenne Brandenburg – Radiostation des ORB (jetzt RBB)
- 1994 – 1995	 	Readacția Sport la ORB (TV)
- 1998 – 2000	 	Readacția Sport la ORB (TV)
- 1998 – 2002	 	dw-tv – Readacția Sport (deutsche Welle TV)
- 2000 – 2004	 	ZDF – Morgenmagazin – Sport
- 2002	  	Nominalizată pentru premiul TV german
- "Cea mai bună moderatoare de sport"
- din 2003	 	ZDF – la Readacția Centrală de Sport